# 이구수
이구수(李龜洙, 1912년~1967년 6월 6일)는 대한민국의 정치인이다.

## 생애
- 최종 학력은 소학교 졸업이다.
- 1948년 5월 10일 : 제헌 국회의원(경남 고성)
- 1949년 5월 20일, 국회 프락치 사건에 연루되어 체포되어 실형을 선고받고 복역하다가[2] 한국 전쟁 때 조선민주주의인민공화국으로 월북했다.
- 1956년 7월 재북 평화통일촉진협의회 중앙위원
- 1959년 3월경 함북 무산으로 이동 이주됨.[3]
- 묘소는 평양시 용성구역 용궁1동에 있는 재북 인사(납북 및 월북 인사) 묘역이다.[4]

## 역대 선거 결과
| 실시년도 | 선거   | 대수 | 직책     | 선거구      | 정당   | 득표수   | 득표율          | 순위 | 당락 | 비고 |
| -------- | ------ | ---- | -------- | ----------- | ------ | -------- | --------------- | ---- | ---- | ---- |
| 1948년   | 총선   | 1대  | 국회의원 | 경남 고성군 | 무소속 | 11,321표 | \| \| 23.78% \| | 1위  |      | 초선 |
|          | 23.78% |      |          |             |        |          |                 |      |      |      |

## 참고 자료
- 《대한민국 의정총람》, 국회의원총람발간위원회, 1994년
- 이구수 - 대한민국헌정회